# Farkas Zoltán (labdarúgó, 1989)
Farkas Zoltán (Marcali, 1989. október 7. –) magyar labdarúgó, jelenleg a Szeged 2011 játékosa, posztját tekintve középpályás.

## Pályafutása
Szülővárosban kezdte a labdarúgást, majd a kaposvári Rákóczi Utánpótlás Egyesülethez igazolt, ahol több korcsoportban is versenyzett.
Így a Kaposvári Rákóczi FC csapatában játszott először NB I-es mérkőzésen is, 2007. november 3-án lépett pályára a Nyíregyháza ellen 2–0-ra megnyert bajnokin, kezdőként 83 percet játszott. A szezonban még egyszer kapott lehetőséget az MTK ellen 7 perc erejéig.
A következő szezonban már 23 találkozón szerepelt, főleg csereként, összesen 792 perce alatt gólt nem szerzett és kapott két sárga lapot. A 2009-es szezon első felében még kezdőként, míg tavasszal már csak pár perc erejéig számított rá Prukner László. 440 perce alatt most sem sikerült gólt lőnie és szintén két sárga lappal fejezte be a szezont.